# جاريث روبيرت
جاريث روبيرت (بالإنجليزية: Gareth Roberts)‏ (6 فبراير 1978 في المملكة المتحدة - ) هو لاعب كرة قدم بريطاني في مركز الظهير. شارك مع منتخب ويلز لكرة القدم. أما مع النوادي، فقد لعب مع ديربي كاونتي وستوكبورت كونتي ونادي بانيونيوس ونادي بوري ونادي ترانمير روفرز لكرة القدم ونادي دونكاستر روفرز ونادي ليفربول ونوتس كاونتي وChester F.C. ‏.

## وصلات خارجية
- جاريث روبيرت على موقع قاعدة بيانات كرة القدم.إي يو (الإنجليزية)
- جاريث روبيرت على موقع Soccerbase.com (لاعب) (الإنجليزية)
- جاريث روبيرت على موقع Soccerway.com (الإنجليزية)
- جاريث روبيرت على موقع عالم كرة القدم.نت (الإنجليزية)